# Jack L. Chalker

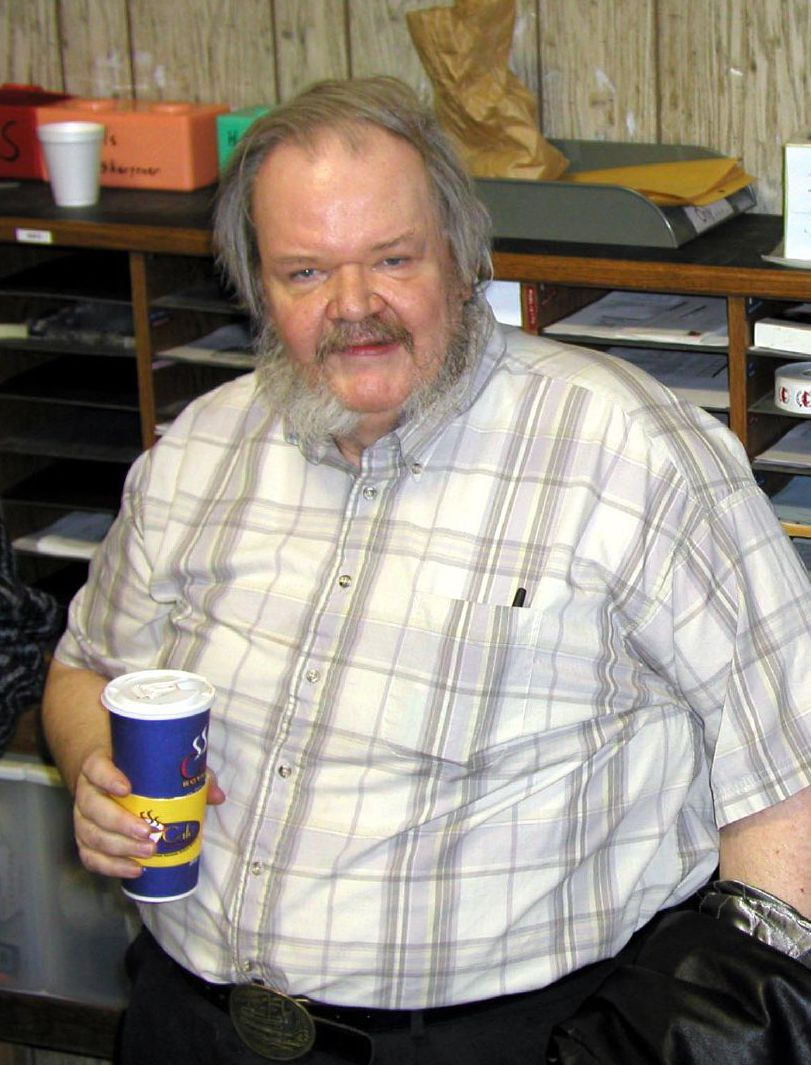
Jack L. Chalker, Januar 2003

Jack Laurence Chalker (* 17. Dezember 1944 in Baltimore; † 11. Februar 2005 ebenda) war ein US-amerikanischer Science-Fiction-Autor.

## Leben
Chalker besuchte die Baltimore City Public School, das Townson State College und schloss sein Studium an der Johns-Hopkins-Universität in Geschichte und Englisch ab. Er unterrichtete anschließend Geschichte, Geographie und Englisch an verschiedenen High Schools in Baltimore und war Dozent für Science Fiction an mehreren Universitäten. Er gründete den Verlag Mirage Press und arbeitete als Toningenieur, Schriftsetzer, Buchverkäufer und Lehrer.
Während des Vietnamkrieges war Chalker 1968 bis 1971 bei den Special Forces in den USA stationiert. Seit 1978 war Chalker freier Schriftsteller.
Im selben Jahr heiratete er Eva C. Whitley. Aus dieser Ehe gingen zwei Söhne hervor. Chalker war dreimal Schatzmeister der Science Fiction Writers of America (SFWA). Er lebte und arbeitete in Baltimore, Maryland.

## Auszeichnungen
- 1980 Edward E. Smith Memorial Award for Imaginative Fiction
- 1992 Readercon Award für The Science Fantasy Publishers: A Critical and Bibliographic History: Third Edition als bestes Sachbuch
- 2005 Phoenix Award

## Bibliografie

### Serien und Zyklen
Die Serien sind nach dem Erscheinungsjahr des ersten Teils geordnet.
Well World – Saga of the Well of Souls / Sechseck–Welt–Zyklus (Romane)
- 1 Midnight at the Well of Souls (1977; auch: Midnight at the Well of Souls (Part 1 of ?), 2019)
  - Deutsch: Die Sechseck-Welt. Übersetzt von Tony Westermayr. Goldmann Science Fiction #23338, 1980, ISBN 3-442-23338-0.
- 2 Exiles at the Well of Souls (1978)
  - Deutsch: Exil Sechseck-Welt. Übersetzt von Tony Westermayr. Goldmann Science Fiction #23346, 1980, ISBN 3-442-23346-1.
- 3 Quest for the Well of Souls (1978; auch: Quest For the Well of Souls)
  - Deutsch: Entscheidung in der Sechseck-Welt. Übersetzt von Tony Westermayr. Goldmann Science Fiction #23348, 1980, ISBN 3-442-23348-8.
- 4 The Return of Nathan Brazil (1979)
  - Deutsch: Rückkehr auf die Sechseck-Welt. Übersetzt von Tony Westermayr. Goldmann Fantasy #23801, 1981, ISBN 3-442-23801-3.
- 5 Twilight at the Well of Souls: The Legacy of Nathan Brazil (1980)
  - Deutsch: Dämmerung auf der Sechseck-Welt. Übersetzt von Tony Westermayr. Goldmann Fantasy #23804, 1981, ISBN 3-442-23804-8.
- 6 The Sea is Full of Stars (1999)
- 7 Ghost of the Well of Souls (2000)

The Four Lords of the Diamond / Die vier Beherrscher des Diamanten (Romantetralogie)
- 1 Lilith: A Snake in the Grass (1981; auch: Lilith: a Snake in the Grass)
  - Deutsch: Lilith – eine Schlange im Gras. Übersetzt von Sylvia Brecht-Pukallus. Goldmann Science Fiction #23466, 1985, ISBN 3-442-23466-2.
- 2 Cerberus: A Wolf in the Fold (1981; auch: Cerberus: a Wolf in the Fold)
  - Deutsch: Cerberus – ein Wolf in der Schlinge. Übersetzt von Sylvia Brecht-Pukallus. Goldmann Science Fiction #23467, 1985, ISBN 3-442-23467-0.
- 3 Charon: A Dragon at the Gate (1982; auch: Charon: a Dragon at the Gate)
  - Deutsch: Charon – ein Drache am Tor. Übersetzt von Sylvia Brecht-Pukallus. Goldmann Science Fiction #23468, 1985, ISBN 3-442-23468-9.
- 4 Medusa: A Tiger by the Tail (1983, in: Jack L. Chalker: The Four Lords of the Diamond; auch: Medusa: a Tiger By the Tail)
  - Deutsch: Medusa – ein Tiger beim Schwanz. Übersetzt von Sylvia Brecht-Pukallus. Goldmann Science Fiction #23469, 1985, ISBN 3-442-23469-7.
- The Four Lords of the Diamond (Sammelausgabe von 1–4; 1983, Sammelausgabe)

Dancing Gods
- 1 The River of Dancing Gods (1984)
- 2 Demons of the Dancing Gods (1984)
- 3 Vengeance of the Dancing Gods (1985)
- 4 Songs of the Dancing Gods (1990)
- 5 Horrors of the Dancing Gods (1995)
- The Dancing Gods: Part One (Sammelausgabe von 1 und 2; 1995)
- The Dancing Gods: Part Two (Sammelausgabe von 3 und 4; 1996)
- The River of Dancing Gods (in: Galaxy’s Edge, Issue 3: July 2013)

Soul Rider / Der Seelenreiter (Romane)
- 1 Spirits of Flux & Anchor (1984)
  - Deutsch: Der Seelenreiter 1. Übersetzt von Marcel Bieger. Bastei-Verlag Lübbe (Bastei-Lübbe-Taschenbuch #24125), Bergisch Gladbach 1989, ISBN 3-404-24125-8.
- 2 Empires of Flux & Anchor (1984)
  - Deutsch: Der Seelenreiter 2 – Die Herren der Hölle. Übersetzt von Marcel Bieger. Bastei-Verlag Lübbe (Bastei-Lübbe-Taschenbuch #24131), Bergisch Gladbach 1990, ISBN 3-404-24131-2.
- 3 Masters of Flux & Anchor (1985)
  - Deutsch: Der Seelenreiter 3 – Der Fluch der Höllentore. Übersetzt von Marcel Bieger. Bastei-Verlag Lübbe (Bastei-Lübbe-Taschenbuch #24138), Bergisch Gladbach 1990, ISBN 3-404-24138-X.
- 4 The Birth of Flux & Anchor (1985)
  - Deutsch: Der Seelenreiter 4 – Die Geburt der Dämonen. Übersetzt von Marcel Bieger. Bastei-Verlag Lübbe (Bastei-Lübbe-Taschenbuch #24145), Bergisch Gladbach 1991, ISBN 3-404-24145-2.
- 5 Children of Flux & Anchor (1986)
  - Deutsch: Der Seelenreiter – Die Kinder des Chaos. Übersetzt von Marcel Bieger. Bastei-Verlag Lübbe (Bastei-Lübbe-Taschenbuch #24150), Bergisch Gladbach 1991, ISBN 3-404-24150-9.

The Rings of the Master (Romane)
- 1 Lords of the Middle Dark (1986)
- 2 Pirates of the Thunder (1987)
- 3 Warriors of the Storm (1987)
- 4 Masks of the Martyrs (1988)

Changewinds (Romane)
- 1 When the Changewinds Blow (1987)
- 2 Riders of the Winds (1988)
- 3 War of the Maelstrom (1988)
- The Changewinds (Sammelausgabe von 1–3; 1996, Sammelausgabe)

G.O.D. Inc. (Romane)
- 1 The Labyrinth of Dreams (1987)
- 2 The Shadow Dancers (1987)
- 3 The Maze in the Mirror (1989)

The Quintara Marathon (Romane)
- 1 The Demons at Rainbow Bridge (1989)
- 2 The Run to Chaos Keep (1991)
- 3 The Ninety Trillion Fausts (1991)

Well World – The Watchers at the Well (Romane)
- 1 Echoes of the Well of Souls (1993)
- 2 Shadow of the Well of Souls (1994)
- 3 Gods of the Well of Souls (1994)
- The Watchers at the Well (Sammelausgabe von 1–3; 1994, Sammelausgabe)

The Wonderland Gambit (Romane)
- 1 The Cybernetic Walrus (1995)
- 2 The March Hare Network (1996)
- 3 The Hot-Wired Dodo (1997)

Tales of the Three Kings (Romane)
- 1 Balshazzar’s Serpent (2000)
- 2 Melchior’s Fire (2001)
- 3 Kaspar’s Box (2003)

### Romane
- A Jungle of Stars (1976)
  - Deutsch: Armee der Unsterblichen. Übersetzt von Michael Görden. Bastei-Verlag Lübbe (Bastei Lübbe #21100), Bergisch Gladbach 1978, ISBN 3-404-00895-2.
- The Web of the Chozen (1978)
  - Deutsch: Das Netz der Chozen. Übersetzt von Hans Maeter. Heyne SF&F #3785, 1981, ISBN 3-453-30686-4.
- Dancers in the Afterglow (1978)
  - Deutsch: Der Touristenplanet. Übersetzt von Jürgen Saupe. Goldmann-Taschenbuch #23407, München 1982, ISBN 3-442-23407-7.
- And the Devil Will Drag You Under (1979)
  - Deutsch: Fünf Zaubersteine, zu binden fünf verschied’ne Welten. Übersetzt von Tony Westermayr. Goldmann Fantasy #23808, 1981, ISBN 3-442-23808-0.
- A War of Shadows (1979)
- The Devil’s Voyage (1981)
- The Identity Matrix (1982)
- Downtiming the Night Side (1985)
- The Messiah Choice (1985)
- The Red Tape War (1991; mit Mike Resnick und George Alec Effinger)
- Priam’s Lens (1999)
- The Moreau Factor (2000)

### Sammlungen
- Dance Band on the Titanic (1988)
- The Rings of the Master (1988, Sammelausgabe)
- Dancers in the Dark (2002)
- Jack L. Chalker SF Gateway Omnibus (2014, Sammelausgabe)

### Kurzgeschichten
1974
- Ancestry (1974, in: Jack L. Chalker: An Informal Biography of Scrooge McDuck)
- An Informal Biography of Scrooge McDuck (1974)

1977
- No Hiding Place (1977, in: Judy-Lynn del Rey (Hrsg.): Stellar #3)

1978
- Dance Band on the Titanic (in: Isaac Asimov’s Science Fiction Magazine, July-August 1978)
- In the Wilderness (in: Analog Science Fiction/Science Fact, July 1978; auch: Forty Days and Nights in the Wilderness, 1988)

1979
- The Stormsong Runner (1979, in: Stuart David Schiff (Hrsg.): Whispers II)

1984
- In the Dowaii Chambers (1984, in: George R. R. Martin (Hrsg.): The John W. Campbell Awards, Volume 5)

1988
- Adrift Among the Ghosts (1988, in: Jack L. Chalker: Dance Band on the Titanic)
  - Deutsch: Geisterseher der Dritten Art. Übersetzt von Marcel Bieger. In: Donald A. Wollheim und Arthur W. Saha (Hrsg.): World’s best SF 8. Bastei-Lübbe SF Special #24120, 1989, ISBN 3-404-24120-7.
- Moths and Candle (1988, in: Jack L. Chalker: Dance Band on the Titanic)
- The Nolacon Visitation (1988, in: Guy H. Lillian III (Hrsg.): Let the Good Times Roll: The Official Nolacon II Program & Souvenir Volume; mit zahlreichen anderen Autoren)

1992
- Now Falls the Cold, Cold Night (1992, in: Mike Resnick (Hrsg.): Alternate Presidents)

### Anthologien
- Hotel Andromeda (1994)

### Sachliteratur
- The New H. P. Lovecraft Bibliography (1962)
- In Memoriam: Clark Ashton Smith (1963)
- Mirage on Lovecraft: A Literary View (1965)
- The Index to the Science-Fantasy Publishers (1966; mit Mark Owings)
- The Revised H. P. Lovecraft Bibliography (1973; mit Mark Owings)
- The Science-Fantasy Publishers: A Critical and Bibliographic History (1991; mit Mark Owings)